# Annisokay

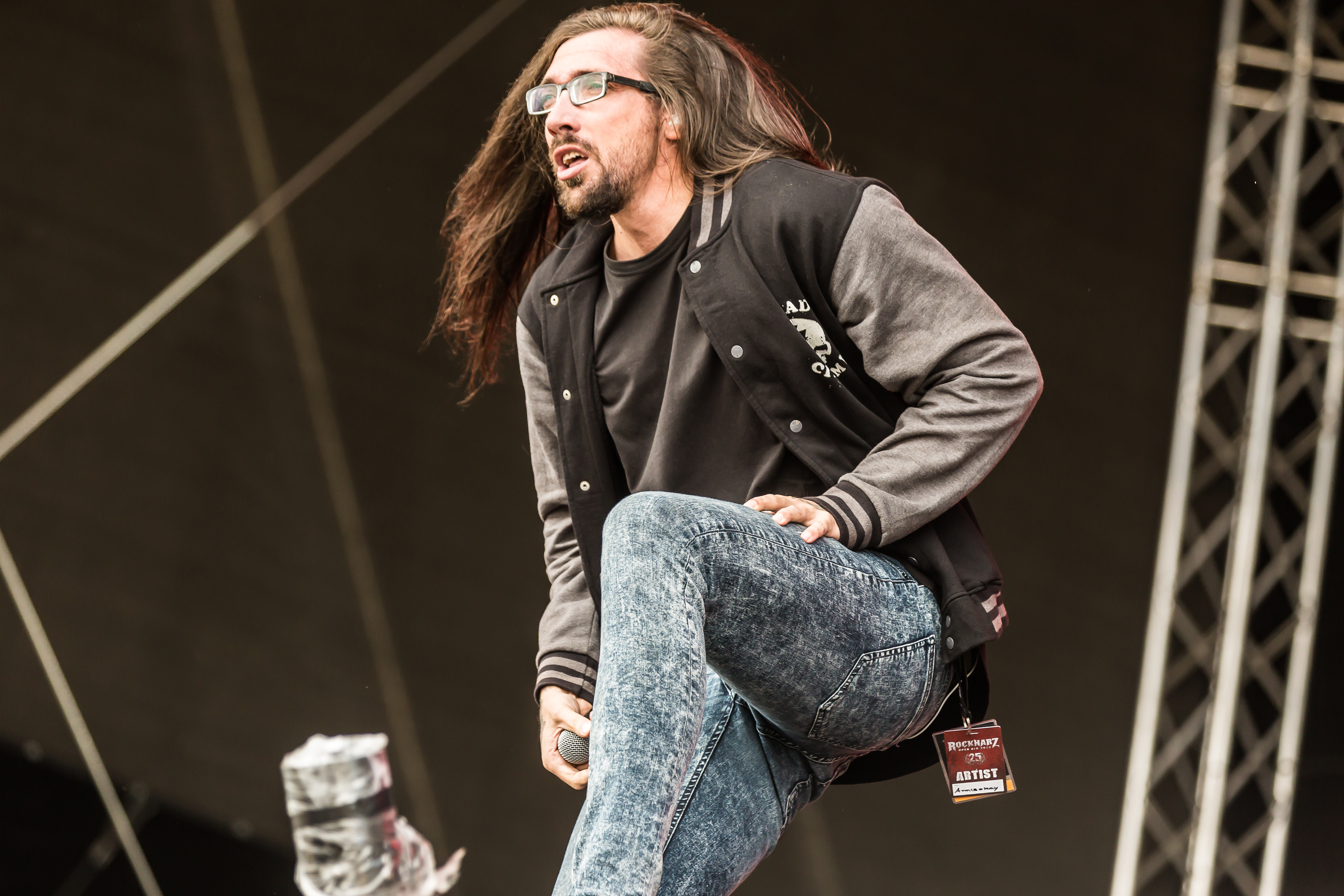
Ex-Sänger Dave Grunewald (2018)

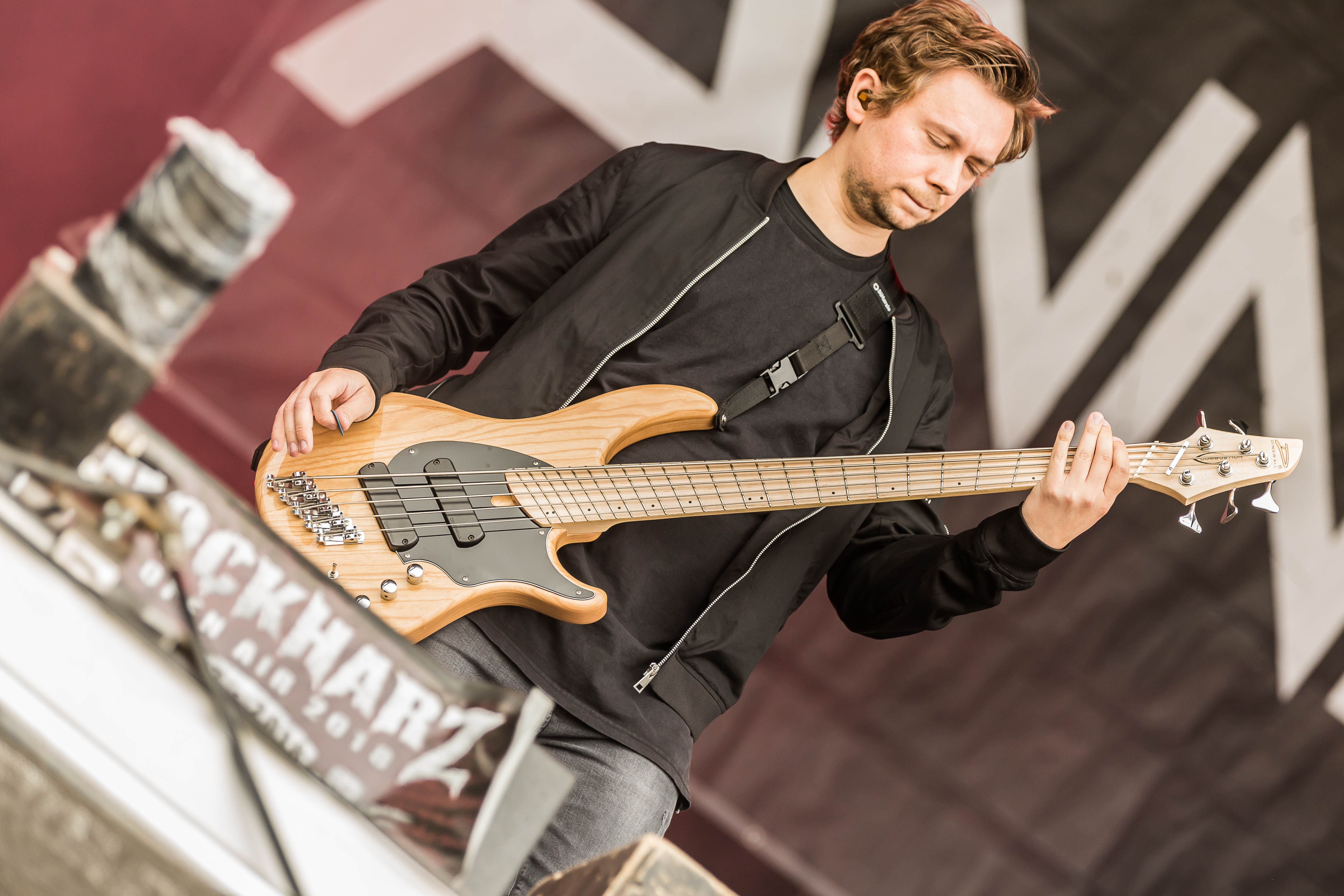
Bassist Norbert Rose (2018)

Annisokay (Eigenschreibweise: annisokay, zu lesen als Ann is okay) ist eine Post-Hardcore-/Alternative-Rock-Band aus Halle (Saale) in Sachsen-Anhalt.

## Geschichte
Annisokay wurde im Jahr 2007 in Halle gegründet und besteht aus den vier Musikern Rudi Schwarzer (Shouts), Christoph Wieczorek (E-Gitarre, Cleangesang), Peter Leukhardt (E-Bass) und Silas Fischer (Schlagzeug). Der Name der Gruppe lehnt sich an den Song Smooth Criminal von Michael Jackson an, in dem die Protagonistin Annie überfallen wird und in dessen Text wiederholt die Frage „Annie are you OK?“ gestellt wird. In einem Interview mit dem deutschen Deafground Magazine wünschten sich die Musiker ein Happy End und nannten die Gruppe deshalb Ann is okay. Eine Geschichte, wie es zu dem Namen kam, gibt es allerdings nicht. Der Name soll eine Hommage an den Song und den Musiker dahinter darstellen.
Bereits in den ersten beiden Jahren nach der Gründung erschienen mit My Ticket to Reno (2008) und The Point You Will Still Miss (2009) zwei Demoaufnahmen. Davor erschien im Jahr 2007 das erste Musikvideo zum Stück Hold My Hand. Die erste EP You, Always erschien im Jahr 2010 als CD und Download. Auch diese wurde aus eigener Tasche finanziert. Die Gruppe coverte das Stück Telephone der US-amerikanischen Pop-Sängerin Lady Gaga. Dieses Cover ist jedoch nie auf CD erschienen. Außerdem erschien im Jahr 2011 der Promo-Song Galaxy.

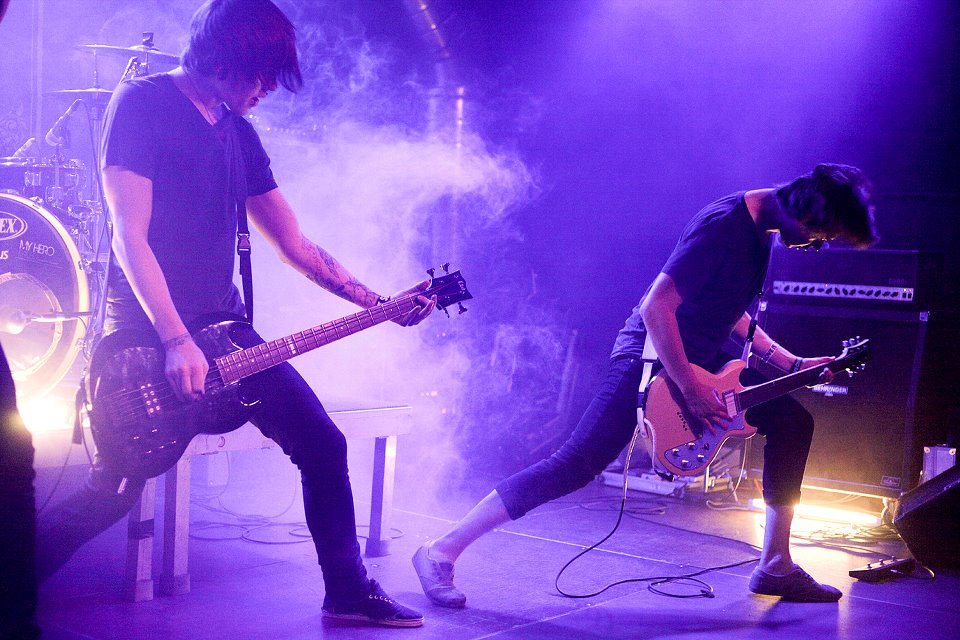
Annisokay (2012)

Nachdem Annisokay am 2. September 2012 ihre Videoauskopplung Sky veröffentlicht hatten, wurde das Debütalbum The Lucid Dream[er] am 1. Oktober desselben Jahres auf den Markt gebracht. Das Album wurde von Joey Sturgis, der bereits als Produzent für Asking Alexandria, We Came as Romans und Emmure arbeitete, gemastert. Aufgenommen wurde das Album im Sawdust Recordings Studio von Christoph Wieczorek, der das Album gemeinsam mit Aljoscha Sieg in seinem Pitchback Studio produzierte. Bereits am 22. September 2012 fand im Beatclub in Dessau die CD-Release-Party statt. Das Artwork stammt von dem südafrikanischen Künstler Chris Valentine.
Zwischenzeitlich belegte The Lucid Dream[er] Platz 26 der deutschen Metal-Album-Charts bei Amazon und den 133. Platz in den Rock-Album-Charts bei iTunes in Deutschland.
Die Gruppe spielt Konzerte auf nationaler Ebene und hatte bereits Auftritte mit A Traitor Like Judas, His Statue Falls, Upon This Dawning, Intohimo, Myra, Deadlock, Xandria, Fear My Thoughts, Empty Trash, Redcraving, Broadway, Bionic Ghost Kids und Within Temptation.
Seit dem 6. März 2013 ist The Lucid Dream[er] in Japan erhältlich. Das Album erschien über der japanischen Plattenfirma Radtone Music, welche auch bereits His Statue Falls und Eskimo Callboy für den japanischen Markt unter Vertrag genommen und ihre Alben dort veröffentlicht haben. Am 28. Juni 2013 trat die Gruppe auf dem Mair1 Festival in Montabaur auf. Ende Juli tourte die Gruppe erstmals als Headliner durch die Bundesrepublik. Tour-Auftakt war am 25. Juli 2013 in Venray in den Niederlanden.
Im Januar 2014 spielte die Gruppe auf der We Are the Mess Album Release Tour in Stuttgart mit Eskimo Callboy. Auch auf den weiteren Terminen dieser Konzertreise in München, Köln, Hamburg und Berlin ist die Gruppe als Vorband zu sehen. Nur wenige Tage zuvor verkündeten die Musiker, im Laufe des Jahres in die USA zu fliegen, um gemeinsam mit Produzent Joey Sturgis an einem neuen Album zu arbeiten. Im Februar 2014 flog die Band in die Vereinigten Staaten, um an neuen Stücken zu arbeiten. Diese werden im Laufe des Jahres als EP veröffentlicht werden.
Im April 2014 unterschrieb die Gruppe einen weltweiten Plattenvertrag (Japan ausgenommen) bei SPV. Es wurde angekündigt, dass das Debütalbum The Lucid Dreamer über der Plattenfirma neu aufgelegt wird. Im Juni 2014 tourte die Gruppe durch Deutschland. In München und Berlin war die Gruppe Vorband für Silverstein. Zwischenzeitlich wurde bekanntgegeben, dass Annisokay auf dem Summer Breeze spielen werden. Im Februar und März 2015 spielte die Gruppe mit Vitja als Vorband für Callejon auf deren Deutschland-Tour. Am 20. März 2015 erschien das zweite Studioalbum, dass Enigmatic Smile heißt, weltweit über SPV. Es stieg auf Platz 68 in den deutschen Albumcharts ein.
Im November 2016 veröffentlichte die Band ihr drittes Studioalbum, Devil May Care. Im Herbst 2016 war die Band erneut als Vorband für Eskimo Callboy im Zuge von deren Europatour auf Konzerten in Deutschland, Österreich, der Schweiz und Tschechien zu sehen. Zwischenzeitlich unterzeichnete die Band einen Plattenvertrag bei Arising Empire und SharpTone Records. Mitte Juni des Jahres 2018 kündigte die Band ihr viertes Album Arms für den 17. August an und gaben bekannt, nach mehreren Auftritten auf diversen Musikfestivals wie dem Rockharz Open Air, dem Summer Breeze und auf dem Reload Festival im Sommer, zwischen Oktober und November desselben Jahres eine Europatournee zu spielen, welche von I Set My Friends On Fire begleitet wurde. Beide Bands tourten bereits im Frühsommer auf einer gemeinsamen Konzertreise durch die Vereinigten Staaten. Gemeinsam mit der Deathcore-Band Walking Dead on Broadway im Vorprogramm startete die Band im Dezember 2018 ihre erste Konzerttour durch Japan.
Am 21. Oktober 2019 gab die Band auf Facebook überraschend die sofortige Trennung von Shouter Dave Grunewald bekannt. Alle terminierten Shows werden wie geplant, aber ohne dessen Beteiligung stattfinden. Im selben Zug wurde für 2020 auch ein neues Studioalbum angekündigt. Dave Grunewald bestätigte die Trennung kurz darauf ebenfalls und bekräftigte, dass die Band und er im Guten sowie ohne Streit auseinandergegangen seien und es beidseits keine leichtfertige Entscheidung war. Christoph Wieczorek versicherte auf Nachfrage des Magazins morecore, dass Screams und Shouts weiterhin Teil der Musik von annisokay bleiben. Am 26. Oktober spielte die Band ihr erstes Konzert ohne Dave in Schüttorf und stellte dort Rudi Schwarzer – Mitglied der deutschen Hardcore-Band Wither sowie ehemals auch LEAVE. und Arctic Island – als ihren neuen Shouter vor. Im Jahr 2024 begleitete die Band die Tour Bleed Out von Within Temptation als Support Act.

## Stil

### Musik
Die Musiker beschreiben ihre Musik als einen Mix aus Hardcore, Metal und Rock. Laut partyausfall.de hat der Sound der Band einen leicht „poppigen“ Touch und erinnert stark an Attack Attack!. Aufgrund der Verwendung von Shouts und Cleangesang kann der Musikstil als Metalcore und Post-Hardcore beschrieben werden. Auch verwendet die Gruppe elektronische Musikelemente. Laut Allschools greift die Gruppe auf ein Soundrezept zurück, das die meisten Gruppen innerhalb der Szene kennen. Annisokay verwenden Breakdowns, eingängige Melodien und harte Moshparts. Die Gruppe versuchte auf dem Album The Lucid Dream[er] laut eigener Aussage, einen „amerikanischen Klang“ mit einem „europäischen Touch“ zu vereinen.

### Texte
Die Texte der Gruppe beschreiben, speziell auf The Lucid Dream[er], kleine Schauergeschichten, die etwas Unheimliches und Mystisches bewirken sollen. Auch wird über „extreme Gefühle“ geschrieben, über das Leben und die Liebe. In den Texten sind Sonnen- und Schattenseiten der Liebe das zentrale Thema der Songtexte, weil es die Musiker am meisten berührt und zur Inspiration der Songtexte diente.

### Produktion
Die Gruppe hat bisher alle Veröffentlichungen im Eigenvertrieb veröffentlicht und produziert. In der Szene arbeiten viele Bands im sogenannten DIY-Prinzip. Eine bekannte Gruppe ist Breakdown of Sanity aus der Schweiz. Die Produktionen sind bei Annisokay professioneller, da Christoph Wieczorek auch als Musikproduzent tätig ist und sein eigenes professionelles Aufnahmestudio betreibt.

## Diskografie

### Alben
| Jahr | Titel Musiklabel                    | Höchstplatzierung, Gesamtwochen, AuszeichnungChartplatzierungen (Jahr, Titel, Musiklabel, Platzierungen, Wochen, Auszeichnungen, Anmerkungen) | Höchstplatzierung, Gesamtwochen, AuszeichnungChartplatzierungen (Jahr, Titel, Musiklabel, Platzierungen, Wochen, Auszeichnungen, Anmerkungen) | Anmerkungen                             |
| Jahr | Titel Musiklabel                    | DE | CH | Anmerkungen                             |
| ---- | ----------------------------------- | --- | --- | --------------------------------------- |
| 2012 | The Lucid Dreamer Steamhammer       | — | — | Erstveröffentlichung: 1. Oktober 2012   |
| 2015 | Enigmatic Smile Long Branch Records | DE68 (1 Wo.)DE | — | Erstveröffentlichung: 20. März 2015     |
| 2016 | Devil May Care Long Branch Records  | DE74 (1 Wo.)DE | — | Erstveröffentlichung: 11. November 2016 |
| 2018 | Arms Arising Empire                 | DE26 (1 Wo.)DE | — | Erstveröffentlichung: 17. August 2018   |
| 2021 | Aurora Arising Empire               | DE18 (1 Wo.)DE | CH49 (1 Wo.)CH | Erstveröffentlichung: 29. Januar 2021   |

### EPs
- 2010: You, Always (kein Label)
- 2016: Annie Are You Okay? (Long Branch Records)
- 2023: Abyss Pt I (Arising Empire)
- 2025: Abyss Pt II (Arising Empire)

## Auszeichnungen
| Jahr | Auszeichnung | Kategorie        | für  | Resultat | Quellen |
| ---- | ------------ | ---------------- | ---- | -------- | ------- |
| 2018 | Freie Presse | Album des Jahres | Arms | Platz 17 | [ 28 ]  |